# Brautwiesenplatz
Der Brautwiesenplatz ist der zentrale Platz in der westlichen Görlitzer Innenstadt in Sachsen. Der kreisrunde Platz mit einem Rasenrondell in der Mitte wurde 1899 angelegt; von ihm gehen sechs Straßen strahlenförmig ab. Im Zuge der Motorisierung und Zunahme des Automobilverkehrs wurde der kreisrunde Platz in den 1930er Jahren offiziell als Kreisverkehr ausgebaut. Eine inoffizielle Bezeichnung der Görlitzer ist Görlitzer Drehscheibe.
Seinen Namen erhielt der Platz von dem einstigen Flurnamen für diese Gegend – Die Brautwiesen. In der Zeit des Nationalsozialismus erhielt der Platz den Namen Danziger Freiheit. Nach dem Ende des Zweiten Weltkrieges wurde er gemäß einem Stadtratsbeschluss vom 23. Oktober 1945 zum 1. Dezember des gleichen Jahres zurückbenannt.

## Lage
Der Brautwiesenplatz befindet sich nördlich der Bahngleise der westlichen Bahnhofsausfahrt des Görlitzer Bahnhofs. Unterhalb der Gleise führt der Brautwiesentunnel aus Richtung Süden auf den Platz. Die östliche Ausfahrt aus dem Kreisverkehr ist die Bahnhofstraße, die vorbei am einstigen Güterbahnhof gen Bahnhof führt. Die nächste Ausfahrt aus dem Kreisverkehr ist die Landeskronstraße, die in Richtung Stadtzentrum führt. Die Cottbuser Straße in Richtung Norden ist, wie der Brautwiesenplatz und die Gleisunterführung Teil der Bundesstraße 99 zwischen Görlitz und Zittau. In Richtung Westen schließen sich die Spremberger Straße und die Brautwiesenstraße an. Aus Richtung Rauschwalde verkehrte einst die Straßenbahn von der Brautwiesenstraße kommend den Platz über das Rasenrondell und fuhr anschließend über die Landeskronstraße in Richtung Demianiplatz.

## Geschichte

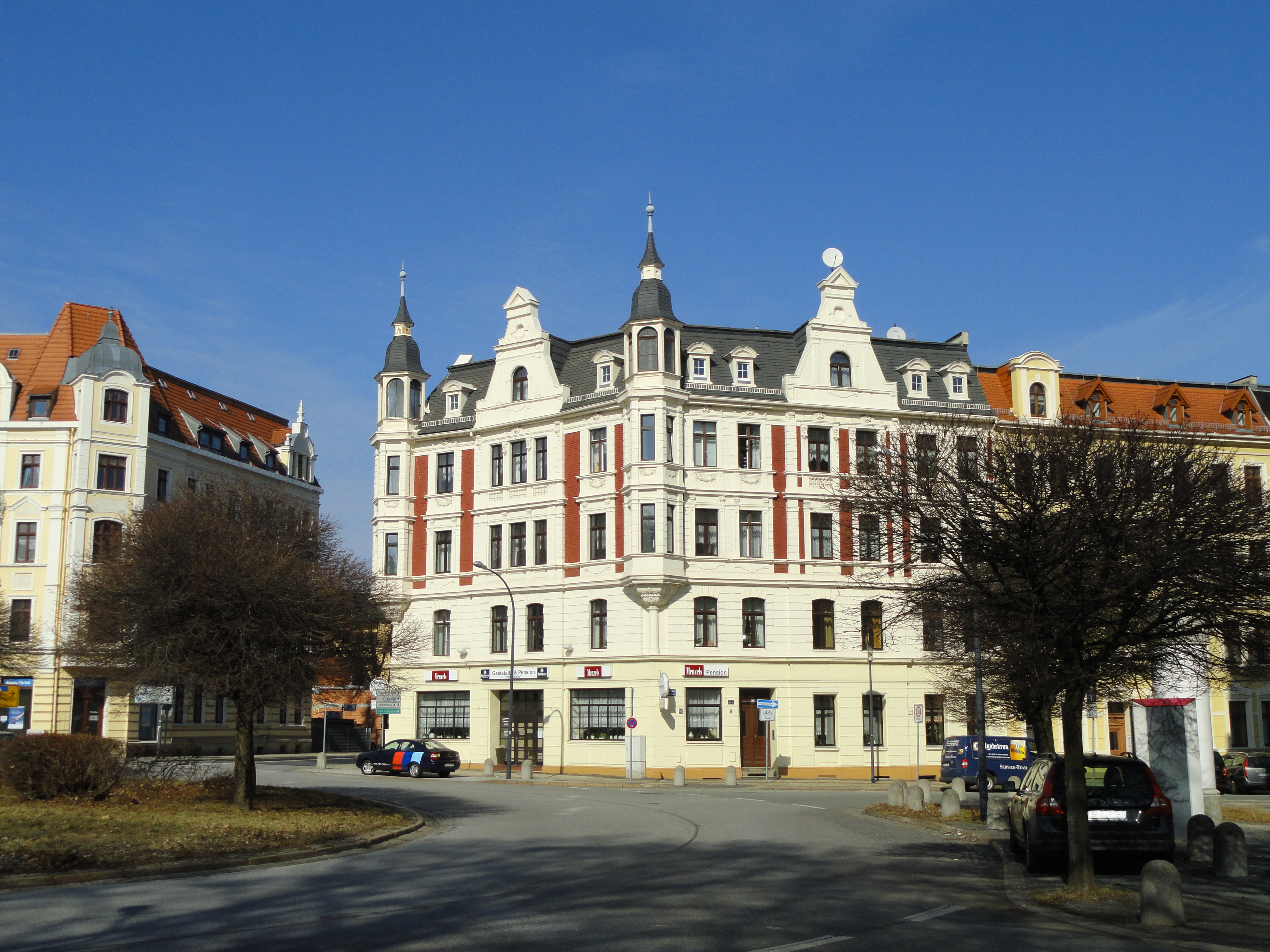
Das Hotel auf der Nordseite des Brautwiesenplatzes

Die Brautwiesen lagen bis ins beginnende 19. Jahrhundert weit außerhalb der Stadtmauern. Zwar gab es bereits Mitte des 19. Jahrhunderts Überlegungen für eine Verbindung der Bautzener Chaussee zur Bahnhofstraße, jedoch wurden diese auf Grund der schwierigen Geländeverhältnisse zunächst wieder verworfen.
Bei der Bahnhofserweiterung zwischen 1867 und 1869 verschwanden die zahlreichen schienengleichen Straßenquerungen aus dem Stadtbild. So wurde neben der Blockhausbrücke und dem Jakobstunnel bereits auch eine schmale Unterführung an der Brautwiese angelegt, die die Vorläuferin des späteren Brautwiesentunnels war. Bereits 1864 kam es zu Gesprächen zwischen den Besitzern von großen Flächen an den Brautwiesen Eduard Schultze (Görlitzer Kaufmann, Erbauer des Hotel Victoria am Postplatz) und Gustav Zimmermann sowie der Stadt über die Anlegung einer Straße. Jedoch verhinderte die Unklarheit über die Ausmaße der Gleisanlagen des neuen Bahnhofs in jenem Jahr einen Beschluss. Ein Jahr später einigten sich Eigentümer und Stadt auf den Bau einer Straße auf städtische Kosten, wobei die Grundstückseigentümer das benötigte Land unentgeltlich abgeben sollten sowie der Errichtung eines Wirtschaftsweges vom Gasthof Stadt Leipzig zum Gehöft Nr. 900 zustimmten. Jedoch widersprachen die Vertreter der Eisenbahngesellschaft dem Beschluss, da dies umfangreiche Geländeanpassungen am Brautwiesendamm zur Folge hätte, die nach Ansicht der Eisenbahner die Zufahrt zum Güterschuppen der Berlin-Görlitzer-Eisenbahn sowie dem österreichischen und preußischen Güter- und Zollschuppen behindert hätten. Es gibt Vermutungen, dass vor allem der sogenannte Eisenbahnkönig Bethel Henry Strousberg, der zugleich Besitzer des Grundstücks Nr. 890 zwischen der späteren Löbauer Straße und den Gleisen war, hinter der ablehnenden Haltung der Eisenbahn stand und damit private Interessen verfolgte.

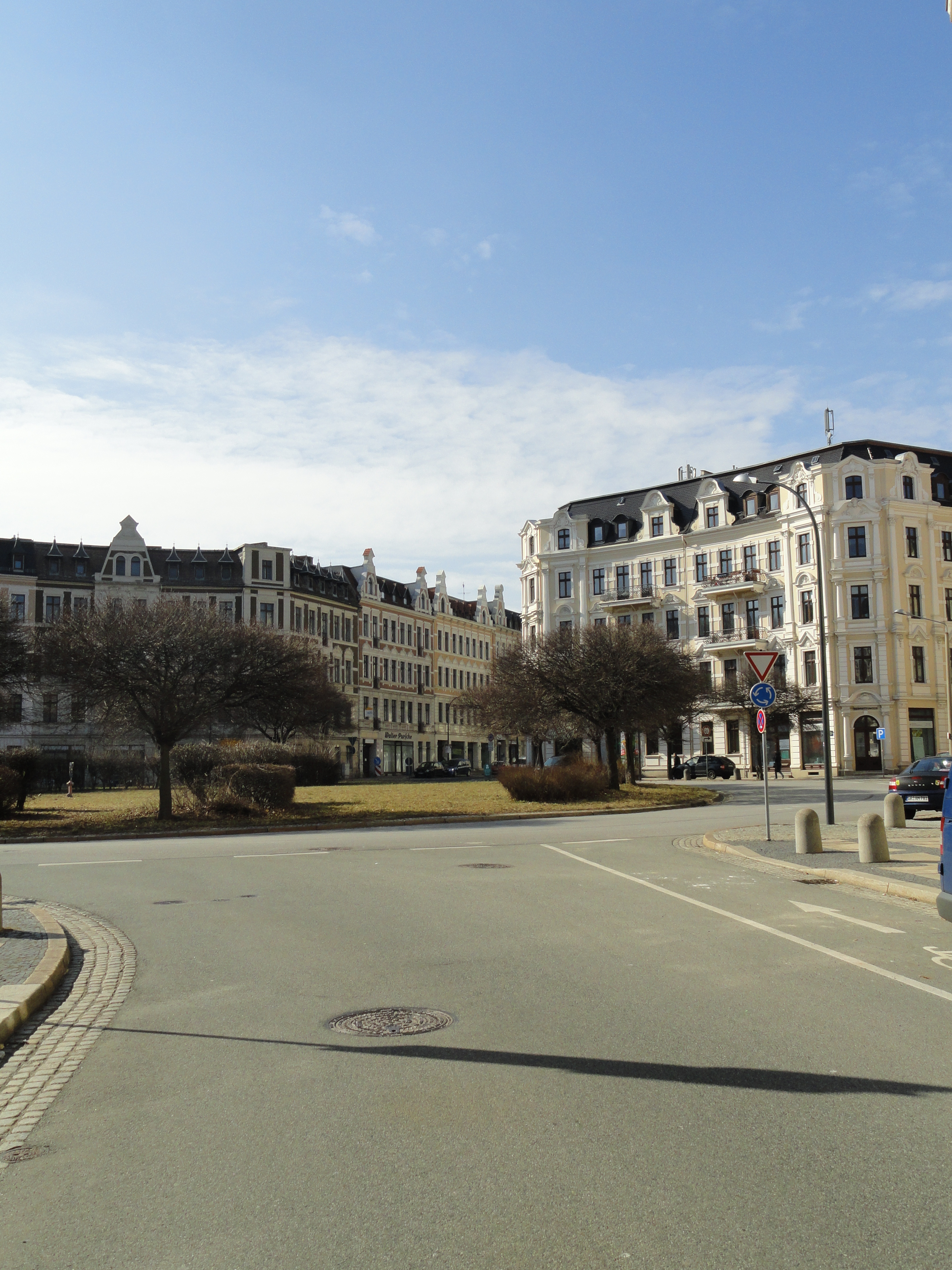
In der Straßenflucht Landeskronstraße Brautwiesenstraße querte die Tram den Platz. Dies ist gut an der immer noch fehlenden Bepflanzung am Rand zu erkennen.

Erst 1868 kam es zu einer Einigung in dem Interessenkonflikt. Der Wirtschaftsweg zum Gehöft Nr. 900 wurde zur Straße umgewandelt und befand sich von nun an als Planstraße 3 (später Landeskronstraße) auf den Projektplänen. Sie durchschnitt das Grundstück Strousbergs. Gemäß dem Projektplan sollten sich die Planstraße 6 (später Cottbuser Straße) und der Straßenknoten aus sechs Straßen auf den Grundstücken von Schultze und Zimmermann befinden. Anfänglich sahen die Projektpläne einen großen Platz südlich der Eisenbahngleise und der Unterführung vor, auf dem fünf Straßen sternförmig zusammengeführt werden sollten. Erst der 1871 genehmigte Bebauungsplan sah auch nördlich der Gleise einen zunächst rechteckigen Platz vor, der sich direkt an die Schienenunterführung anschloss. Er hätte im Fall des Baus von hohen Futtermauern gegenüber dem höheren Brautwiesendamm abgestützt werden müssen. Die Eisenbahngesellschaft tauschte jedoch die hierfür benötigten Grundstücke nicht mit der Stadt.
Im Jahr 1873 beschloss der städtische Magistrat die Einbindung der Krölstraße in die Bahnhofstraße. Ein Jahr später wurde ein landespolizeilicher Erlass wirksam, der die Veränderung der Bahnhofsanlagen beinhaltete und infolgedessen der städtische Bebauungsplan geändert werden musste. Die Bahnhofstraße wurde weiter in Richtung Norden verschoben und auch die Planstraße 3 (später Landeskronstraße), die einst schnurgerade zum Brautwiesentunnel führen sollte, wurde auf den Plänen in Höhe der Leipziger Straße in Richtung Norden abgeknickt. Vermutlich stammt aus dieser Zeit auch die Projektierung des kreisrunden Brautwiesenplatzes. Der nördlich der Eisenbahnunterführung angelegte Platz erfuhr um 1900 seine abschließende Bebauung. Der Platz südlich der Unterführung wurde nie realisiert, lediglich der Knick der Lutherstraße lässt die strahlenförmig von dem Platz auslaufenden Straßen erahnen. Nach dem Ersten Weltkrieg erhielt die Görlitzer Maschinenbau AG (heute Siemens) die Zustimmung die weiteren projektierten Straßen südlich der Bahnlinie zu überbauen.
In den 1930er Jahren wurde die Straßenbahnstrecke zwischen dem Kreisbahnhof und der Landeskronstraße von der Rauschwalder Straße komplett auf die Landeskronstraße und die Brautwiesenstraße verlegt. Die Tram querte seitdem auch den Brautwiesenplatz, der damals den Namen Danziger Freiheit trug und besaß inmitten des Rasenrondells auch eine Haltestelle. Ungefähr 50 Jahre später, im Jahr 1986 wurde der Straßenbahnbetrieb zwischen Demianiplatz und Rauschwalde eingestellt, damit endete auch der Straßenbahnverkehr quer über den Platz.